# Ichneumon artifex
Ichneumon artifex är en stekelart som beskrevs av Müller 1776. Ichneumon artifex ingår i släktet Ichneumon och familjen brokparasitsteklar. Inga underarter finns listade i Catalogue of Life.